# Узерна (Перуђа)
Узерна је насеље у Италији у округу Перуђа, региону Умбрија.
Према процени из 2011. у насељу је живело 27 становника. Насеље се налази на надморској висини од 362 м.